# 联合国安全理事会第10号决议
联合国安理会8号决议是1946年11月4日在联合国安全理事会第79次会议上一致通过的。
决议决定不再关注西班牙问题。